# Episodi de I gialli di Edgar Wallace (sesta stagione)
La sesta stagione della serie televisiva I gialli di Edgar Wallace (The Edgar Wallace Mystery Theatre) è andata in onda negli Stati Uniti da aprile ad ottobre 1965. In Italia è stata trasmessa dalle televisioni locali negli anni '80.
| nº | Titolo originale      | Titolo italiano | Prima TV USA | Prima TV Italia |
| -- | --------------------- | --------------- | ------------ | --------------- |
| 1  | Game for Three Losers |                 | Aprile 1965  |                 |
| 2  | Change Partners       |                 | Luglio 1965  |                 |
| 3  | Strangler's Web       |                 | Agosto 1965  |                 |
| 4  | Dead Man's Chest      |                 | Ottobre 1965 |                 |

## Game for Three Losers
- Prima televisiva: Aprile 1965
- Diretto da: Gerry O'Hara
- Soggetto di: Roger Marshall
- Attori principali: Michael Gough (Robert Hilary), Mark Eden (Oliver Marchant), Toby Robins (Frances Challinor), Allan Cuthbertson (Garsden)

## Change Partners
- Prima televisiva: Luglio 1965
- Diretto da: Robert Lynn
- Soggetto di: Donal Giltinan
- Attori principali: Zena Walker (Anna Arkwright), Kenneth Cope (Joe Trent), Basil Henson ("Cedric" Ricky Gallen), Anthony Dawson (Ben Arkwright)

## Strangler's Web
- Prima televisiva: Agosto 1965
- Diretto da: John Moxey
- Soggetto di: George Baxt
- Attori principali: Griffith Jones (Jackson Delacorte), John Stratton (Lewis Preston), Pauline Munro (Melanie), Gerald Harper (Inspector Murray), Maurice Hedley (Amos Colfax)

## Dead Man's Chest
- Prima televisiva: Ottobre 1965
- Diretto da: Patrick Dromgoole
- Soggetto di: Donal Giltinan
- Attori principali: John Thaw (David Jones), Ann Firbank (Mildred Jones), John Meillon (Johnnie Gordon)